# Ritratto di Bernardo Gritti
Il ritratto di Bernardo Gritti è un dipinto olio su tela di Carlo Ceresa conservato nella pinacoteca del museo Rijksmuseum di Amsterdam datato 1646. Il dipinto, con altri lavori del Ceresa, è considerato uno dei capolavori dell'arte ritrattistica del Seicento.

## Storia e descrizione
Bernardo Gritti era il pro-prefetto della città di Bergamo. 
Il dipinto fu realizzato dall'artista dopo aver compiuto numerose altre opere, e la commissione ne conferma già la sua fama. Ospita nella parte superiore lo stemma dei Gritti e l'iscrizione: 
L'opera fu quindi realizzata per festeggiare il personaggio che nella sua carica di pro-prefetto cittadino aveva vinto un'importante controversia tra la città orobica e il collegio di Sant'Orsola di Gandino, a questo fa riferimento la scritta. Il dipinto fu commissionato proprio dal collegio gandinese che, pur dichiarandosi «pauperissimo», aveva voluto far dono del dipinto al proprio benefattore.
Del lavoro non si conoscono i passaggi di proprietà, ma fino al l963 faceva parte delle tele conservate nella galleria Heim di Parigi, che ne fece oggetto di vendita al museo di Amsterdam, che lo conserva.
Il dipinto nella dedica e nella raffigurazione risponde alla pomposità del notabile. Questo è raffigurato con il volto formoso con i capelli ricciuti in disordine che scoprono la fronte ampia, ma con l'espressione felice, gioviale pur astuta, portando assonanze con i ritratti di Bernardo Strozzi contrariamente alle raffigurazioni veneziane, ed è il solo lavoro del Ceresa che raffigura un personaggio con cariche pubbliche in nomina. Questo è avvolto in un ampio abito damascato peculiarità del ruolo occupato. Con l'indice della mano sinistra indica alcuni fogli posti su un mobile, probabilmente indica la sentenza della causa appena vinta, mentre la mano destra la tiene sul petto.
Il ritratto per la sua sontuosità e austerità si differenzia da ogni altra opera del Ceresa.